# Сфінкс (фільм)
Сфінкс (рос. Сфинкс) — радянський художній фільм 1990 року, знятий режисером Андрієм Добровольським.

## Сюжет
Дія фільму відбувається в невеликому покинутому монастирі, що стоїть на високому, крутому березі Волги.
Герой фільму, архітектор, дізнавшись, що пустуючому монастирю загрожує ґрунтовна реконструкція, вирішує самотужки захопити його і підготувати проектну документацію для реставрації цієї пам'ятки історії та культури.

## У ролях
- Олексій Петренко — архітектор
- Тетяна Панкова — Луїза Броніславівна
- Віра Майорова — Людмила Борисівна
- Валентин Мішаткін — епізод
- Володимир Шульга — епізод
- Леонід Тимцуник — епізод

## Знімальна група
- Сценаріст : Юрій Арабов
- Режисер : Андрій Добровольський
- Оператор : Юрій Райський
- Композитор : Альфред Шнітке
- Художники : Олексій Листопад, Володимир Фабриков